# 미키 가이
미키 가이(일본어: 三鬼 海, 1993년 4월 19일 ~ )는 일본의 축구 선수이다. 현재 J3리그의 SC 사가미하라에서 뛰고 있다.

## 구단 경력
그는 2012년부터 J리그의 FC 마치다 젤비아, V-파렌 나가사키, 로아소 구마모토, 몬테디오 야마가타, SC 사가미하라에서 뛰었다.